# 张培瑜
张培瑜（1935年6月—2023年8月27日），男，山东烟台人，中国天文史学家，曾任中国科学院紫金山天文台研究室主任、研究员。主要研究领域为历法、历算和天文历史年代学。